# Kluč
Kluč je vesnice, část města Habartov v okrese Sokolov v Karlovarském kraji. Nachází se asi dva kilometry severovýchodně od Habartova. Je zde evidováno 218 adres. V roce 2011 zde trvale žilo 590 obyvatel.
Kluč leží v katastrálním území Habartov o výměře 12,7 km².

## Historie
Kluč vznikl k 1. lednu 2005 jako část města Habartov v okrese Sokolov.

## Obyvatelstvo
| Rok            | 1869 | 1880 | 1890 | 1900 | 1910 | 1921 | 1930 | 1950 | 1961 | 1970 | 1980 | 1991 | 2001 | 2011 | 2021 |
| -------------- | ---- | ---- | ---- | ---- | ---- | ---- | ---- | ---- | ---- | ---- | ---- | ---- | ---- | ---- | ---- |
| Počet obyvatel | 28   | 229  | 253  | 278  | 813  | -    | 780  | -    | -    | 658  | 560  | 494  | 593  | 590  | 603  |
| Počet domů     | 6    | 28   | 30   | 31   | 54   | 55   | 81   | -    | -    | 171  | 157  | 174  | 192  | 210  | 230  |